# Flora Germanica Excursoria
Flora Germanica Excursoria, (abreviado como Fl. Germ. Excurs.), é um livro com ilustrações e descrições botânicas que foi escrito pelo naturalista, zoólogo, botânico e ornitólogo alemão, Heinrich Gottlieb Ludwig Reichenbach e publicado em 2 volumes entre os anos 1830 e 1833.